# Turn Off The Light (album)
Pour les articles homonymes, voir Turn Off The Light.
Albums de Herman Düne
They Go To The Woods
(2001)
Turn Off The Light est le premier album du groupe Herman Düne, paru en 2000 chez Prohibited Records.

## Liste des morceaux
1. Our Smell Lingers
2. Drug-Dealer In The Park
3. You're So Far From Me
4. I Do The Crabwalk
5. Shakespeare & North Hoyne
6. World Of Workers
7. Ulrika's Body
8. A Hundred Times Better
9. As Long As Fakers Rule
10. From That Night (@ The Lounge Ax)
11. Slight Miscalculation

## Réception
François Gorin écrit dans Télérama à propos de l'album : « Turn off the Light était une perfection de profil bas. Typo dessinée, carton beige kraft, textes griffonnés à la main. Les chansons étaient à l'unisson : jansénistes et désenchantées, bohémiennes et statiques. ».